# Willy Wuyts
Willy Lodewijk Wuyts (Borgerhout, 24 juni 1930 - Ekeren, 11 december 2023) was een Belgische atleet, die gespecialiseerd was in het kogelstoten en het discuswerpen. Hij nam tweemaal deel aan de Europese kampioenschappen en veroverde op twee onderdelen zeven Belgische titels.

## Biografie
Wuyts behaalde tussen 1951 en 1958 zes Belgische titels in het kogelstoten, waarvan vier opeenvolgende. In 1951 veroverde hij ook de titel in het discuswerpen. In 1950 in Brussel en in 1954 in Bern nam hij bij het kogelstoten deel aan de Europese kampioenschappen. Hij werd telkens uitgeschakeld in de kwalificaties. De Olympische Spelen van 1952 in Helsinki miste hij door ziekte.
Wuyts verbeterde in 1951 met 15,24 m het Belgisch record kogelstoten van Roger Verhas. In 1958 verbeterde hij met 49,57 het Belgisch record discuswerpen van Raymond Kintziger.

### Clubs
Wuyts was aangesloten bij Antwerp AC.

### Familie
Wuyts is de zoon van Gustaaf Wuyts, de neef van diens broer Desiré en de oom van Leen Wuyts.

## Belgische kampioenschappen
| Onderdeel    | Jaar                               |
| ------------ | ---------------------------------- |
| kogelstoten  | 1951, 1952, 1953, 1954, 1956, 1958 |
| discuswerpen | 1951                               |

## Persoonlijke records
| Onderdeel    | Prestatie       | Datum             | Plaats   |
| ------------ | --------------- | ----------------- | -------- |
| kogelstoten  | 15,24 m (ex-NR) | 24 juni 1951      | Brussel  |
| discuswerpen | 49,57 m (ex-NR) | 15 september 1958 | Oordegem |

## Palmares

### kogelstoten
- 1949:  BK AC – 13,33 m
- 1950: kwal. EK in Brussel – 13,28 m
- 1951:  BK AC – 14,59 m
- 1952:  BK AC – 14,42 m
- 1953:  BK AC – 14,64 m
- 1954:  BK AC – 14,70 m
- 1954: kwal. EK in Bern – 13,64 m
- 1955:  BK AC – 14,64 m
- 1955:  Interl. Ned.-België te Den Haag - 14,78 m
- 1956:  BK AC – 14,68 m
- 1957:  BK AC – 13,97 m
- 1958:  BK AC – 14,41 m
- 1960:  BK AC – 14,51 m
- 1962:  BK AC – 14,12 m

### discuswerpen
- 1951:  BK AC – 43,11 m
- 1957:  BK AC – 43,08 m
- 1958:  BK AC – 44,22 m
- 1960:  BK AC – 44,58 m